# Казаковка (Оренбургская область)
Казаковка — деревня в Бузулукском районе Оренбургской области России. Входит в состав муниципального образования сельского поселения Жилинский сельсовет.

## География
Расположена на левом берегу реки Боровка в 55 км к северо-востоку от г. Бузулук.

## История
Основана в середине XVIII века яицкими казаками.

## Население
| 2003 | 2010 |
| ---- | ---- |
| 191  | ↘150 |

Национальный состав
По данным Всероссийской переписи населения 2010 года:
| № | Национальность | Численность, чел. | Доля |
| - | -------------- | ----------------- | ---- |
| 1 | русские        | 105               | 70 % |
| 2 | турки          | 38                | 25 % |
| 3 | другие         | 7                 | 5 %  |